# 豊栄寺 (東京都北区)
豊栄寺（ほうえいじ）は、東京都北区にある真言宗智山派の寺院。

## 歴史
1953年（昭和28年）に開山された。当寺の前身は1873年（明治6年）に結成された「豊栄講」という講である。豊栄講は豊島氏が奉じていた不動明王を信仰の対象とする講で、初代先達（代表）は荒井豊政であった。荒井豊政は当初60人程度の講だった豊栄講を700人に増やして当寺の礎を築いた。二世先達の豊道の代に「豊栄教会」となり、成田山新勝寺より本尊の不動明王の開眼を受けた。そして三世先達の政道の代となった1953年（昭和28年）に「豊栄寺」の寺号が許され、政道は初代住職となった。これらの歴史的背景により、開山は豊栄講初代先達の荒井豊政としている。

## 交通アクセス
- 王子駅より徒歩15分。